# Metrolink di Manchester
Il Metrolink di Manchester è un sistema metrotranviario che serve la città di Manchester e la sua area metropolitana, in Inghilterra. Opera servizi dalla città di Manchester verso le città di Bury, Altrincham, Salford, Rochdale, Droyslen ed Eccles.

## Lavori
Sono in corso i lavori per le linee per Ashton-under-Lyne, Rochdale city centre e Manchester airport. Si prevedono modifiche ai percorsi attraverso Oldham city centre ed Exchange square. Una linea diretta a Port Salford è in attesa di essere finanziata e approvata.

## Linee e fermate
Il metrolink di Manchester conta una rete di 92 km con 92 stazioni e sette linee, risultando il più grande del Regno Unito.

## Materiale rotabile
| Nome        | foto | Veloc. max | Veloc. max | Mezzi in uso | Costruttore          | Anno di costruzione | Anni di esercizio |
| Nome        | foto | mph        | km/h       | Mezzi in uso | Costruttore          | Anno di costruzione | Anni di esercizio |
| ----------- | ---- | ---------- | ---------- | ------------ | -------------------- | ------------------- | ----------------- |
| Class T-68  |      | 50         | 80         | 26           | AnsaldoBredaFirema   | 1991–1992           | 1992-2014         |
| Class T-68a |      | 50         | 80         | 6            | AnsaldoBredaFirema   | 1999                | 1999-2014         |
| Class M5000 |      | 50         | 80         | 38           | Bombardier Transport | 2008–2011           | 2009-presente     |